# Río Sion
Der Río Sion ist ein 31 km langer linker Nebenfluss des Río Huallaga in der Provinz Mariscal Cáceres der Region San Martín im zentralen Norden Perus.

## Flusslauf
Der Río Sion entspringt an der Ostflanke der peruanischen Zentralkordillere im Südwesten des Distrikts Campanilla auf einer Höhe von etwa 2200 m. Er fließt anfangs 12 km in ostsüdsüdlicher Richtung, anschließend nach Nordosten. Der Río Sion mündet schließlich auf einer Höhe von etwa 360 m in den nach Norden strömenden Río Huallaga. An der Mündung befindet sich am Südufer des Flusses die Ortschaft Sion.

## Einzugsgebiet
Der Río Sion entwässert ein Areal von etwa 124 km². Dieses liegt vollständig im Distrikt Campanilla. Im Süden grenzt das Einzugsgebiet des Río Sion an das des Río Chambirayacu, im Norden an die Einzugsgebiete der Flüsse Río Chilpus, Río Valle und Quebrada Ancholma.

## Ökologie
Das Einzugsgebiet des Río Sion ist mit Ausnahme der Uferregion des Río Huallaga unbewohnt und mit Bergregenwald bedeckt.